# Nové administrativní hlavní město
Nové administrativní hlavní město (New Administrative Capital, NAC, العاصمة الإدارية الجديدة, al-ʿĀṣima al-ʾIdārīya al-Gadīda) je plánované budoucí hlavní město Egypta. Buduje se od roku 2015 v poušti 45 km východně od Káhiry u silnice do Suezu. Oficiální název města se teprve vybírá. 
Prezident Abd al-Fattáh as-Sísí představil stěhování metropole jako součást rozvojového programu Egypt Vision 2030. Projekt reaguje na nízkou kvalitu života v přelidněné Káhiře a na potřebu investovat do strategického regionu podél Suezského průplavu. Stavbou města byla pověřena akciová společnost s většinovou státní účastí ACUD. 
Zastavěná plocha má mít rozlohu přes 700 km² a mělo by v ní žít přes šest milionů obyvatel. NAC je zamýšleno jako chytré město s výhradně bezhotovostním platebním stykem a s využíváním obnovitelné energie. Centrální část bude obepínat největší městský park na světě. Nová metropole má být propojena rychlodráhou s dalšími egyptskými velkoměsty. Ve městě se budují ministerstva, ambasády, hotely, zábavní parky, obchodní centra, technologické, vzdělávací a zdravotnické instituce. Postaveny již byly mešity, z nichž Egyptské islámské kulturní centrum je největší v zemi, katedrála koptské pravoslavné církve a sportovní stadion s kapacitou 93 000 diváků, který by měl podle plánů egyptské vlády hostit letní olympijské hry v roce 2036. V roce 2019 bylo v Novém administrativním hlavním městě otevřeno mezinárodní letiště. Rozestavěný mrakodrap Iconic Tower se stal se 394 metry nejvyšší budovou Afriky. Plánuje se budova Oblisco Capitale, která má dosáhnout kilometrové výšky. Náklady na postavení města byly odhadnuty na 45 miliard dolarů.